# ذيفان إيه للمطثية العسيرة

ذيفان (أو سم) المطثية الصعبة A أو TcdA: هو سم ينتج من جرثومة المطثية الصعبة. وهو مشابه لذيفان المطثية الصعبة B. الذيفانات هي عوامل الفوعة الرئيسية التي تنتج من قبل الجراثيم إيجابية الجرام، واللاهوائيات، والمطثية الصعبة. تعمل السموم عن طريق إتلاف الغشاء المخاطي في الأمعاء وتسبب أعراض العدوى بالمطثية الصعبة بما في ذلك التهاب القولون الغشائي الكاذب.

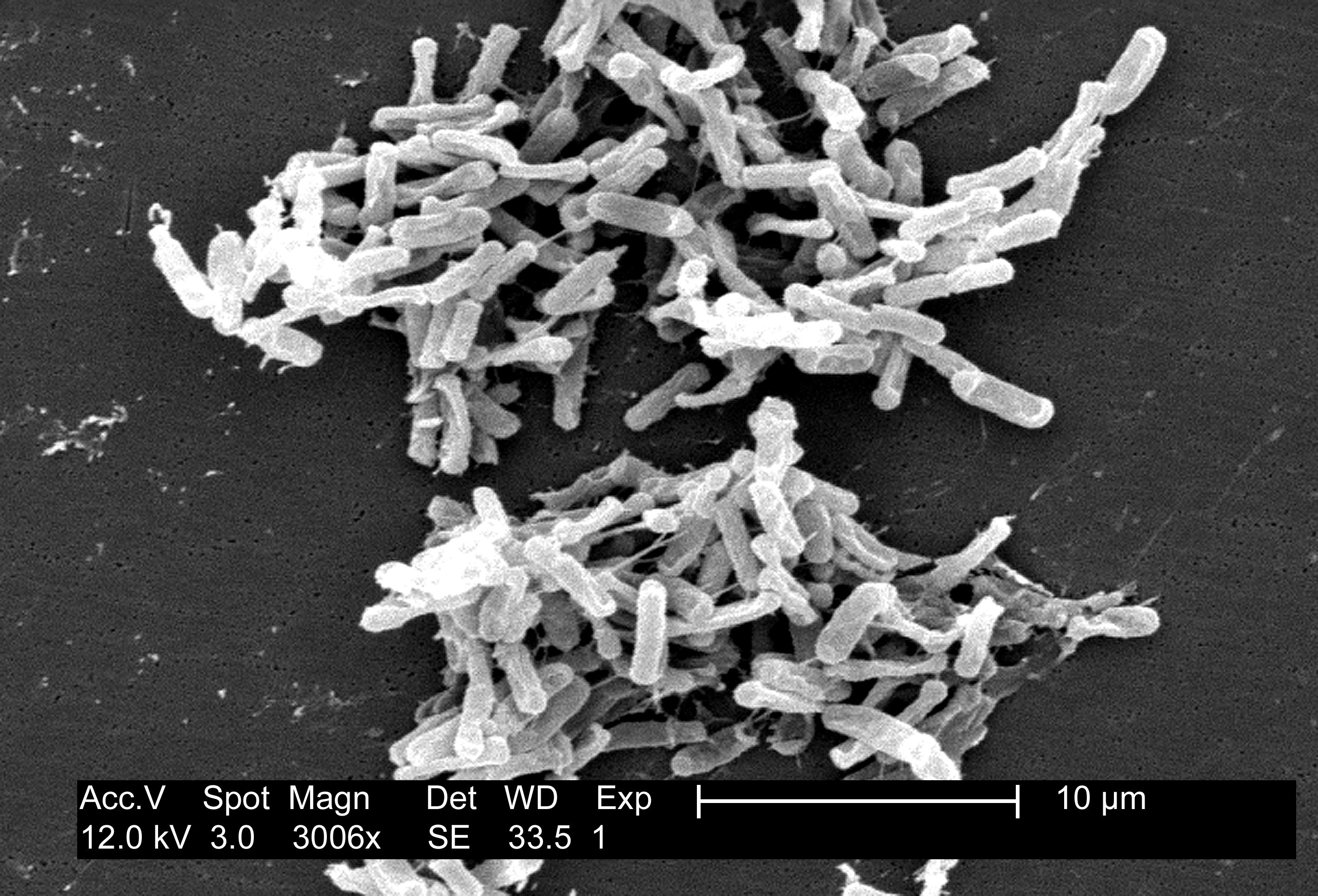
صورة بالمجهر الإلكتروني الماسح لجراثيم المطثية الصعبة

TcdA هو أحد أكبر الذيفانات البكتيرية المعروفة. بكتلة جزيئية تبلغ 308 كيلو دالتون، فإنه عادة ما يوصف بأنه سم داخلي قوي، ولكن لديه أيضًا بعض الفعالية كسم خلوي. يعمل السم عن طريق تعديل بروتينات GTPase للخلية المضيفة عن طريق تشكيل روابط تساهمية بينها وبين مجموعات الغلوكوز تسمى هذه العملية غلكزة، مما يؤدي إلى تغييرات في الأنشطة الخلوية. تشمل عوامل الخطر للعدوى بالمطثية الصعبة: المعالجة بالصادات الحيوية، والتي يمكن أن تخل بالتوازن الطبيعي للأحياء الدقيقة المعوية وتؤدي إلى تشكل مستعمرات بكتيريا المطثية الصعبة.[بحاجة لمصدر]

## التركيب
يحتوي البروتين على ثلاثة قطاعات، يحتوي القطاع الأميني ذو النهاية N على الموقع الفعال، المسؤول عن الفعالية السمية المضيفة لزمر الغلوكوز. يستخدم كل من TcdA و TcdBهذه المنطقة الطرفية N المحمية بدرجة عالية (تتشابه بنسبة 74% بين كلا السمين) لتغيير ركائز متماثلة.
يحتوي القطاع الكربوكسي ذو النهاية C على وحدات مكررة مسؤولة عن الارتباط بالمستقبلات على أسطح الخلايا المستهدفة. هذه الوحدات المتكررة المتجانسة القصيرة قد تم تسميتها الببتيدات قليلة التعدد المكررة المركبة (CROPs).
أظهرت دراسة حديثة أن CROPs يحدد قوة TcdA من خلال التفاعلات مع البنى على سطح الخلية. تتراوح مناطق CROP هذه بين 21-50 ثمالة وتلعب دورًا في الارتباط بالمستقبلات. توصف هذه النهاية C المتكررة على أنها منطقة السيطرة المناعية حيث أن ارتباط الربيطة يمكن أن يعترض بواسطة أجسام مضادة وحيدة النسيلة محددة لهذه المنطقة. تحتوي هذه المنطقة على الجزء الأكثر حباً للماء في الجزيء.
يُعتقد أن القطاع الكاره للماء المتوضع مركزياً والذي يحتوي على مجموعة من 172 حمض أميني المحمية للغاية، مهم لنقل الجزء الأنزيمي من البروتين.[بحاجة لمصدر]

## آلية التأثير
يدخل TcdA إلى الخلية المضيفة عن طريق الالتقام الخلوي ليصل إلى العصارة الخلوية. يعتبر الارتباط بالمستقبلات الخطوة الأولى المطلوبة للدخول إلى الخلية عن طريق الالتقام الخلوي بواسطة جسيم داخلي حامضي. يؤدي انخفاض الـ PH في الجسيم الداخلي إلى حدوث تغييرات هيكلية مثل كشف القطاعات الكارهة للماء والتي تعتبر مهمة لوظيفة TcdA.
يعمل القطاع ذو النهاية N لـ TcdA على تحفيز تفاعل نقل الغلوكوز، الذي ينقل جزيء الغلوكوز من UDP-Glucose ويربطه تساهميًا بالأحماض الأمينية المحمية في الجزيئات المستهدفة. لذلك، يحفز TcdA إضافة الغلوكوزيل والتثبيط اللاحق اللاعكوس للجزيئات المستهدفة في عائلة Ras من بروتينات GTPases الصغيرة. هذه الجزيئات المستهدفة تتضمن RhoA وRac وCdc42، وهي بروتينات منظمة لأكتين هيكل الخلايا حقيقية النواة ومعدِّلات للعديد من مسارات الإشارات الخلوية المختلفة.[بحاجة لمصدر]

## الأهداف الداخل خلوية
يستهدف TcdA بشكل أساسي Rho وRac وCdc42، هذه الجزيئات هي منظمات مهمة للإشارة الخلوية. تنظم بروتينات GTPases الصغيرة مثل Rho وRac وCdc42 نشاطها بالتناوب بين حالة نشطة مرتبطة بـ GTP، وحالة غير نشطة مرتبطة بـ GDP. عوامل تبادل الغوانين (GEFs) تنظم تبادل GTP وGDP.
TcdA تضيف الغلوكوز إلى RhoA عن طريق نقل جزيء الجلوكوز منUDP-glucose ، وهو سكر نيوكليوتيدي، إلى الحمض الأميني Thr-37 من RhoA GTPase.
في Rac وCdc42، يتم نقل السكر إلى Thr-35. إضافة الجلوكوز يمنع الارتباط السليم لـ GTP ويعترض تنشيطه. يعمل TcdA بشكل تفضيلي على الشكل المرتبط بـ GDP من بروتينات GTPase نظرًا لأن هذا التكوين يكشف عن ثمالات الثريونين التي يتم إضافة الغلوكوز لها بواسطة السم.
تقوم RhoA بتنظيم الهيكل الخلوي للأكتين وتشكيل ألياف الضغط والالتصاقات المركزية. عندما يتم تعطيل RhoA عبر TcdA، فإن تفاعلها مع المستجيبات النهائية يتثبط. هذا يؤدي إلى تغييرات في أكتين الهيكل الخلوي مما يزيد من نفاذية الظهارة المعوية. يشارك Rac وCdc42 في تشكيل الأرجل الخيطية الكاذبة المهمة للحركة والهجرة الخلوية. بشكل عام، يقوم كل من Rho وRac وCdc42 بتنظيم العمليات في الخلايا التي تعتمد على بلمرة الأكتين. يمكن ربط العديد من التأثيرات الفسيولوجية التي تواجهها الخلايا بعد التعرض لـ TcdA بخلل تنظيم عملية بلمرة الأكتين والمسارات الخلوية التي تتحكم فيها أهداف TcdA.[بحاجة لمصدر]

## التأثيرات الفيزيولوجية

### مورفولوجيا الخلية
يؤدي التعرض لـ TcdA إلى تغييرات فورية في الشكل الخلوي، بما في ذلك فقدان سلامة الهيكل بسبب قلة الأكتين الخيطي (F-actin)، وزيادة الأكتين الكروي. يؤدي عدم تنظيم خيوط الأكتين والهيكل الخلوي إلى زيادة نفاذية الموصلات المحكمة، مما يؤدي إلى تلف شديد بالخلايا الظهارية وإفراز السوائل. يعد تجمع السوائل وإفرازها تاليين لتلف الغشاء المخاطي الذي يحدث بعد التعرض لـ TcdA. تؤدي التغيرات الواضحة في نظام الخيوط الدقيقة إلى موت الخلية. هذه التغيرات ناتجة عن تعطيل بروتينات Rho التي تلعب دورًا مهمًا في تنظيم الموصلات المحكمة.[بحاجة لمصدر]

### الموت الخلوي المبرمج
الموت الخلوي المبرمج هو الآلية الأكثر ترجيحًا لموت الخلايا التي تعرضت لـ TcdA. تعطيل البروتينات Rho يمكن أن ينشط caspase-3 وcaspase-9؛ وهما مكونين رئيسيين في مسار موت الخلايا المبرمج. تم ربط TcdA باضطراب غشاء الميتوكوندريا وتحرير السيتوكروم C من خلال تنشيط caspase وتعطيل Rho، مما يشير أيضًا إلى أن TcdA قادر على إحداث موت الخلايا المبرمج.[بحاجة لمصدر]

## الأهمية السريرية

### الإسهال المرتبط بالمطثية الصعبة (CDAD)
أظهرت النماذج الحيوانية أن TcdA يسبب الإسهال، ارتشاح العدلات، والتهاب الغشاء المخاطي في الأمعاء، وتنخر الخلايا الظهارية. يعتبر هذا السم هو السبب الرئيسي لـ (CDAD).
يخرب الـ TcdA أطراف الزغابات المعوية، مما يعطل غشاء الحافة الفرشاتية، مؤدياً إلى تآكل الخلايا وتسرب السوائل من المنطقة التالفة. هذا الضرر ورد فعل السوائل المرتبطة به يسبب الإسهال المرتبط بعدوى المطثية الصعبة.[بحاجة لمصدر]

### التهاب القولون الغشائي الكاذب
يمكن أن يحفز TcdA التغيرات الفيزيولوجية التي تحدث في التهاب القولون الغشائي الكاذب المرتبط بالمطثية الصعبة (PMC)، وهو تقرح شديد في القولون. إن السم يتلف الغشاء المخاطي في القولون معززاً تراكم الفايبرين والموسين والخلايا الميتة لتشكيل طبقة من الحطام في القولون (الغشاء الكاذب)، مما يسبب استجابة التهابية. يؤدي TcdA إلى زيادة نفاذية الظهارة وإنتاج السيتوكين والكيموكين وارتشاح العدلات وإنتاج أنواع الأكسجين التفاعلية (ROS) وتنشيط الخلايا البدينة وتلف مباشر للغشاء المخاطي المعوي. جميعها يمكن أن تعزى إلى TcdA وتسببه بتعطيل بروتينات Rho GTPase. يمكن أن يؤدي فقد الموصلات المحكمة إلى دخول العدلات إلى الأمعاء، مما يؤدي إلى تراكم العدلات؛ وهي السمة المميزة للـ PMC. إنتاج السيتوكينات من IL-8 ووسائط التهابية أخرى والناجم عن TcdA تساهم في مراحل الالتهاب التي تظهر في PMC. إن ارتشاح العدلات والخلايا البالعة والخلايا البدينة استجابة للضرر المحدث بـ TcdA يزيد من الاستجابة الالتهابية من خلال إنتاج وإطلاق وسطاء أخرى مثل عامل النخر الورمي ألفا وIL-1 وIL-6 وغيرهما من المونوكينات. هذه الوسائط تسبب أضراراً إضافية للغشاء المخاطي المعوي وتزيد من الاستجابة الالتهابية، مما يؤثر على استمرار PMC. في حالة حدوث أضرار جسيمة للجدار المعوي، يمكن للبكتيريا أن تدخل مجرى الدم وتسبب الصدمة الإنتانية والموت.[بحاجة لمصدر]

## كشف السم والتشخيص
TcdA و TcdB توجد طافية في المزارع السائلة للمطثيات الصعبة ويمكن تنقيتها بالترشيح. يكتشف كلا السمين باستمرار في العينات البرازية من البشر والحيوانات، وتستخدم الآن كعلامات لتشخيص العدوى بالمطثية الصعبة. أكثر من 90% من المرضى المصابين بالمطثية الصعبة وُجد لديهم نشاط سام للخلايا في برازهم. إضافة الجلوكوز إلى Rho GTPases تعطل بروتينات GTPase، مما يؤدي إلى انهيار الهيكل الخلوي، مما يؤدي إلى تقارب الخلايا (تفقد شكلها وتنصهر مع بعضها مكونة تجمعات نووية وهيولية). تم تطوير اختبار زراعة الأنسجة للكشف عن سموم المطثية الصعبة في عينات البراز. طوّر اختبار تقارب الخلايا (فحص السمية الخلوية) لتشخيص العدوى بالمطثية الصعبة. استُخدمت المقايسات المناعية المرتبطة بالإنزيم (ELISAs) للكشف عن TcdA و TcdB بأجسام مضادة مخصصة. عند استخدام ELISA، تكون مقايسة السمية الخلوية هي «المعيار الذهبي» عند استخدامها على خلايا Vero للتشخيص المطثية الصعبة.[بحاجة لمصدر]

## أهمية TcdA وTcdB في العدوى بالمطثية الصعبة
منذ الثمانينيات وأوائل التسعينيات، كان دور TcdA وTcdB في العدوى بالمطثية الصعبة موضع نقاش كبير. أشارت الدراسات السابقة على السموم النقية إلى أن TcdA وحده كان كافيا للتسبب في أعراض العدوى وأن TcdB لم يكن قادرا على القيام بذلك ما لم يقترن بـ TCDA. أشارت تجربة أكثر حداثة إلى أن TcdB كان ضروريًا للفوعة. أثبتت الأبحاث السابقة أن TcdA يعتبر بشكل دقيق سماً معوياً، وTcdB سم خلوي، ولكن في وقت لاحق وجد أن كلا السمين يتمتعان بنفس آلية العمل. للتحقيق الكامل في دور كل من السموم في التسبب في العدوى بالمطثية الصعبة، تم تطوير نظام خروج الجين المغلوب في نموذج الهامستر المصاب بالعدوى. من خلال القضاء نهائياً على tcdA أو tcdB أو كليهما (الضربة المزدوجة القاضية)، فقد تبين أن إنتاج المطثية الصعبة لأحد أو كلا السمَّين كان قادرًا على النشاط السام للخلايا، وهذا النشاط ترجم مباشرة إلى الفوعة في الجسم الحي. وقد وجد أيضًا أن خروج المغلوب المزدوج tcdA, tcdB أضعف تمامًا من الفوعة. وعموما، فقد أظهر هذا البحث أهمية كل من TcdA وTcdB في العدوى بالمطثية الصعبة، مما يدل على أن كلاً من السمَّين قادر على التسميم الخلوي.[بحاجة لمصدر]